# 두 번째 스물
《두 번째 스물》은 2016년에 개봉한 대한민국 & 이탈리아의 합작 영화이다.

## 캐스팅
- 김승우 : 민구 역
- 이태란 : 민하 역
- 문가영 : 수미 역
- 정준원 : 한빛 역
- 이도연 : 한별 역
- 최영신 : 미라 역
- 이은정 : 한빛 담임 역
- 황우식 : 민하 남편 역
- 윤가현 : 간호사 역
- 이미지 : 간호사 역
- 한수림 : 간호사 역